# Asseln
Die Asseln (Isopoda) sind eine Ordnung, die zur Klasse der Höheren Krebse (Malacostraca) gehört.
Asseln sind 0,3 mm bis annähernd 50 cm groß. Die meisten sind Pflanzenfresser und zählen somit biologisch zu den Erstzersetzern.

## Merkmale
Der Körper der Asseln ist im Gegensatz zu den nahe verwandten Flohkrebsen vom Rücken zum Bauch abgeplattet. Sie haben sieben Beinpaare und eine gleichbleibende Zahl von Körpergliedern. Die Kiemen sitzen an den hinteren Beinen. Verschiedene Arten zeigen jedoch unterschiedliche Anpassungsstufen an ein Leben an Land, so gibt es neben der Kiemenatmung auch Arten mit anderen Respirationsorganen wie Tracheen oder Lungen. 

## Lebensraum und Nahrung
Der ursprüngliche Lebensraum der Asseln ist das Meer. Sie sind aber auch im Süßwasser zu finden. Eine Gruppe – die Landasseln – hat das Wasser verlassen, aber durchweg ihre Kiemenatmung beibehalten. Die Jungen entwickeln sich direkt aus Eiern in einer Bruttasche (Marsupium) unter dem Körper der Weibchen. Ein Weibchen kann im Jahr bis zu 100 Jungtiere haben.
Da die Asseln ihre zarten Kiemenanhänge ständig feucht halten müssen, bevorzugen sie feuchte Habitate, können aber auch im Trockenen gefunden werden. So findet man die Mauerassel (Oniscus asellus) im Falllaub, unter Baumstümpfen und unter Steinen. Mit ihren Mundwerkzeugen (Mandibeln) können sie Falllaub und Totholz anfressen.

## Systematik

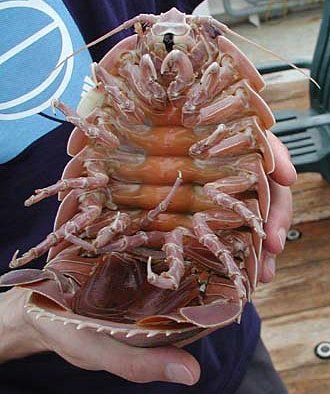
Ventralansicht einer Riesenassel (Bathynomus giganteus), die in der Tiefsee (Benthal) lebt (Länge 45 cm; Gewicht 1,7 kg)

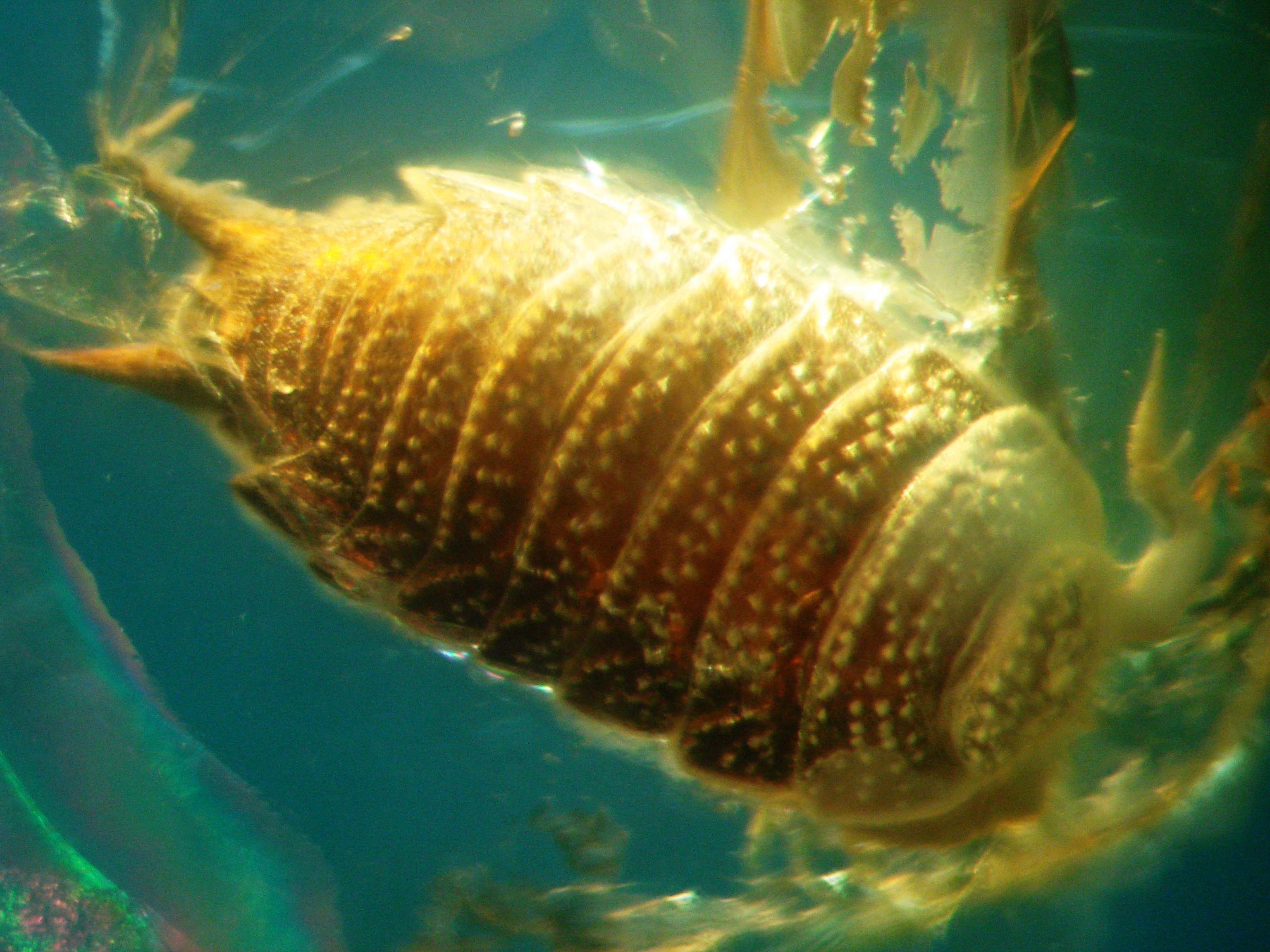
Eine Assel, eingeschlossen in baltischem Bernstein, dorsal

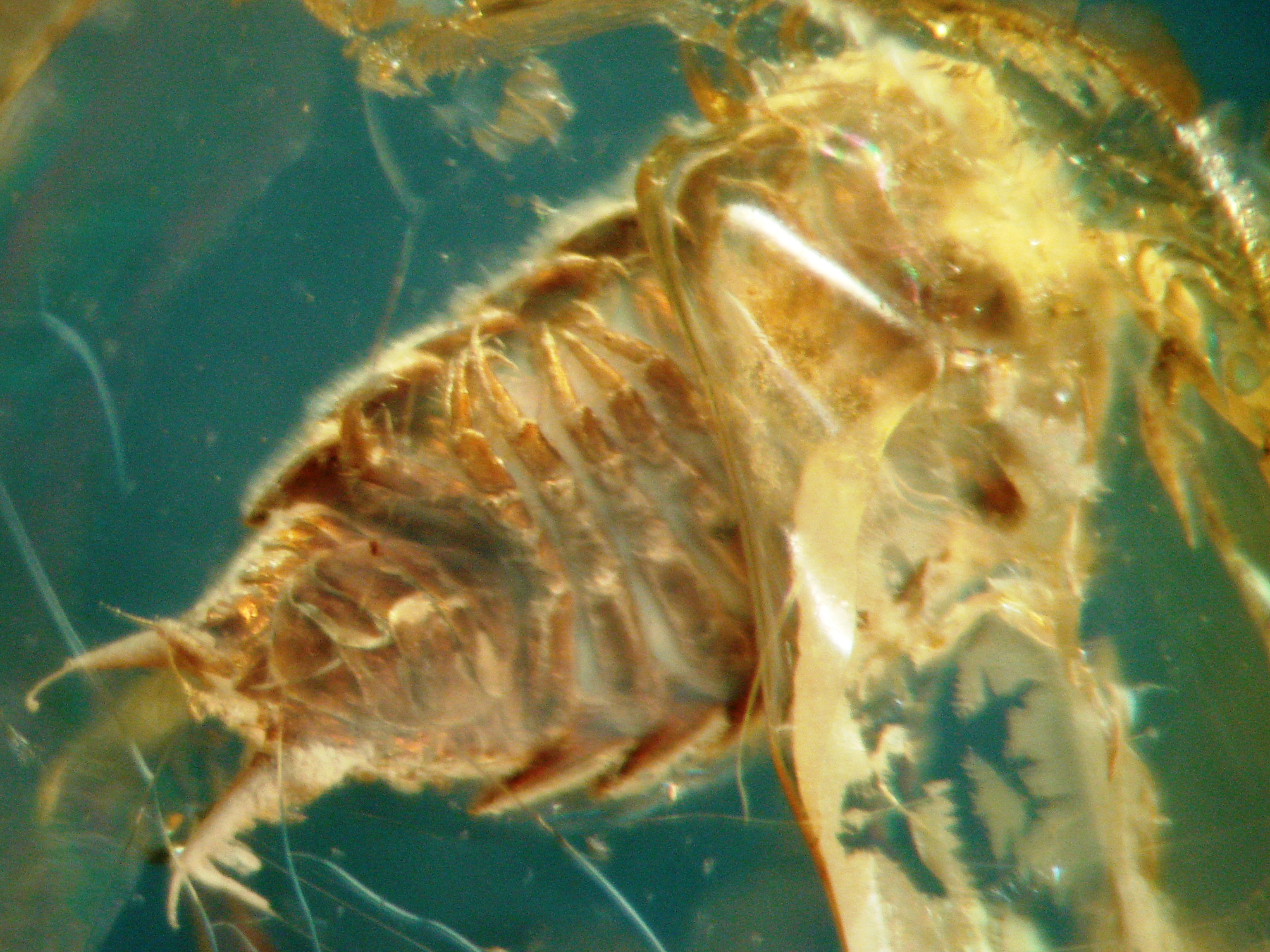
Eine Assel, in baltischem Bernstein eingeschlossen, ventral

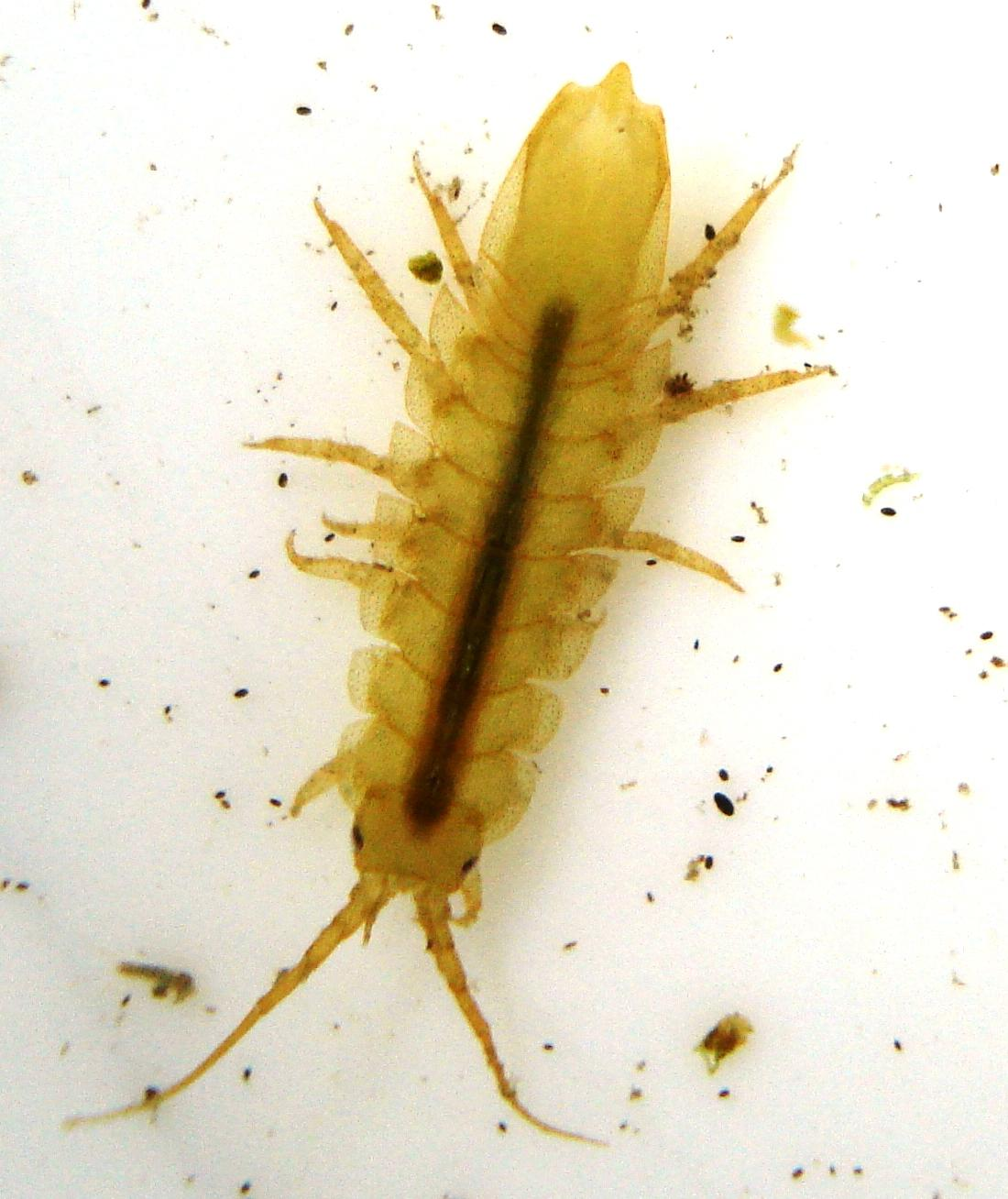
Dreispitzige Meerassel (Idotea baltica) – grün gefärbtes Exemplar

Die Ordnung umfasst ca. 10.000 bekannte Arten in schätzungsweise 120 Familien, die in zehn Unterordnungen aufgeteilt sind.
- Anthuridea (weltweit marin, aber auch im Brack- und Süßwasser)
- Asellota (hauptsächlich in der Tiefsee des Pazifischen und des Atlantischen Ozeans, aber auch im Süßwasser, z. B. die Wasserassel)
- Calabozoidea (im Süß- und Grundwasser Südamerikas)
- Epicaridea (Ectoparasiten auf marinen Krebstieren weltweit)
- Flabellifera (weltweit marin und im Süßwasser vorkommende, polyphyletische Gruppe mit einigen parasitischen Vertretern; zu den Aasfressern innerhalb dieser Gruppe gehören die Riesenasseln)
- Gnathiidea (die Larven sind Fischparasiten, die adulten Tiere leben frei im marinen Benthos aller Tiefenzonen)
- Microcerberidea (kleiner als 2 mm, im Interstitial des Süßwassers und der Meere, an den ostpazifischen Küsten Südamerikas, in Afrika, Indien und im Mittelmeer)
- Landasseln (Oniscidea) (weltweit, vorwiegend an feuchten, aber auch fallweise an trockenen Orten an Land)
- Phreatoicidea (in Oberflächengewässern, Sümpfen, Quellen und Grundwasser der südlichen Hemisphäre auch in großen Höhen)
- Valvifera (marin, hauptsächlich circumarktisch und antarktisch, in europäischen Meeren ist die Baltische Meerassel häufig)

## Arten (Auswahl)
- Ameisenassel (Platyarthrus hoffmannseggii)
- Armadillidium opacum
- Cymothoa exigua
- Gemeine Rollassel (Armadillidium vulgare)
- Kellerassel (Porcellio scaber)
- Klippenassel (Ligia oceanica)
- Lepidoniscus minutus
- Mauerassel (Oniscus asellus)
- Moosassel (Philoscia muscorum)
- Orthione
- Riesenasseln (Gattung Bathynomus)
- Sumpfassel (Ligidium hypnorum)
- Trachelipus rathkii
- Trachelipus ratzeburgii
- Wasserassel (Asellus aquaticus)

## Fossile Belege
Fossile Belege sind aus nahezu allen geologischen Perioden seit dem Zechstein bekannt, insgesamt aber rar. Aufgrund der zumeist sehr schwierigen Fossilisationsbedingungen an Land handelt es sich ganz überwiegend um aquatische Formen. Ausnahmen bilden Einschlüsse im Bernstein, bei denen es sich naturgemäß vorwiegend um terrestrische Formen handelt. Die Isopoda des eozänen/oligozänen Baltischen Bernsteins repräsentieren die gesamte Bandbreite vom Wasserbewohner über feuchtigkeitsliebende Formen bis hin zu Bewohnern trockener Habitate.